# الدوري الإيطالي 1972–73
الدوري الإيطالي الدرجة الأولى 1972–73 (بالإيطالية: Serie A 1972-1973)‏ هو موسم من الدوري الإيطالي الدرجة الأولى. أقيم خلال الفترة 24 سبتمبر 1972 وحتى 20 مايو 1973، وفاز فيه يوفنتوس.